# Ханс Ројтер
Ханс Петер Ројтер (Швенинген на Некару, 3. септембар 1942 — Лауф ан дер Пегниц, 7. фебруар 2024) био је немачки уметник.

## Биографија
Од 1963. до 1967. студирао је на академији за ликовне уметности у Карлсруеу и академији за ликовне уметности у Минхену код Алберта фон Хекела, Франца Нагела и Емила Шумахера. Од 1967. до 1969. године ишао је на студије историје уметности на универзитету у Карлсруеу код Клауса Ланкхајта.
Од 1969. до 1975. године ради као предавач у гимназији у Карлсруеу. Добија престижне награде у Италији (Фиренци и Риму), Француској и учествује у Документа 6 у Каселу.
Од 1985. до 2007. године био је професор на Академији за ликовне уметности у Нирнбергу, а касније је радио и живио Лауф ан дер Пегницу.

## Дело
Централни мотив у његовим радовима су плаве плоче и плочице познете су под именом „Ројтерове плоче“.

## Јавне збирке (избор)
- , Карлсруе
- , Улм

## Изложбе (избор)
- 2001 , Вирсен
- 2008 , Бејрут
- 2009 , Штутгарт
- 2009 , Еслинген